# José Luis Amezcua Melgoza
José Luis Amezcua Melgoza (ur. 2 maja 1938 w Purépero) – meksykański duchowny rzymskokatolicki, w latach 2005–2013 biskup Colima.

## Życiorys
Święcenia kapłańskie przyjął 22 grudnia 1962 i został inkardynowany do diecezji Zamora. Po kilku latach stażu wikariuszowskiego rozpoczął pracę w diecezjalnych seminariach (był m.in. rektorem niższego seminarium oraz prefektem i rektorem wyższej uczelni). Był także przewodniczącym stowarzyszenia skupiającego seminaria duchowne Meksyku.
9 maja 1995 został prekonizowany biskupem Campeche. Sakrę biskupią otrzymał 21 czerwca 1995. 9 czerwca 2005 został mianowany biskupem Colima. 11 listopada 2013 przeszedł na emeryturę.